# Гризи (Палермо)
Гризи је насеље у Италији у округу Палермо, региону Сицилија.
Према процени из 2011. у насељу је живело 995 становника. Насеље се налази на надморској висини од 485 м.